# 괴산 위정사
괴산 위정사(槐山 威靖祠)는 충청북도 괴산군 장연면에 있는 사당이다. 1994년 1월 7일 충청북도의 문화재자료 제12호로 지정되었다.

## 개요
위정 김정경의 위패를 모시고 제사를 지내기 위해 세운 사당이다.
김정경(1345∼1419)은 조선 초기 문신으로 고려말에 벼슬을 하였으나 새 왕조 창업을 지지하고 태조와 태종을 섬겼다. 삼군절도사를 거쳐 이조전서를 역임했고, 1400년 방간의 난이 일어나자 방원을 도와 좌명공신 4등에 책록되고 연성군에 봉해졌다.
숙종 8년(1667)에 세운 이 사당은 앞면3칸·옆면 1칸 규모이며, 지붕은 옆면에서 볼 때 사람 인(人)자 모양을 한 맞배지붕이다. 이곳에서는 해마다 음력 7월 15일과 10월 29일에 제사를 지내고 있다.

## 참고 자료
- 괴산 위정사 - 국가유산청 국가유산포털